# Epiphragma (Epiphragma) evanescens
Epiphragma (Epiphragma) evanescens is een tweevleugelige uit de familie steltmuggen (Limoniidae). De soort komt voor in het Palearctisch gebied.